# 四川省道

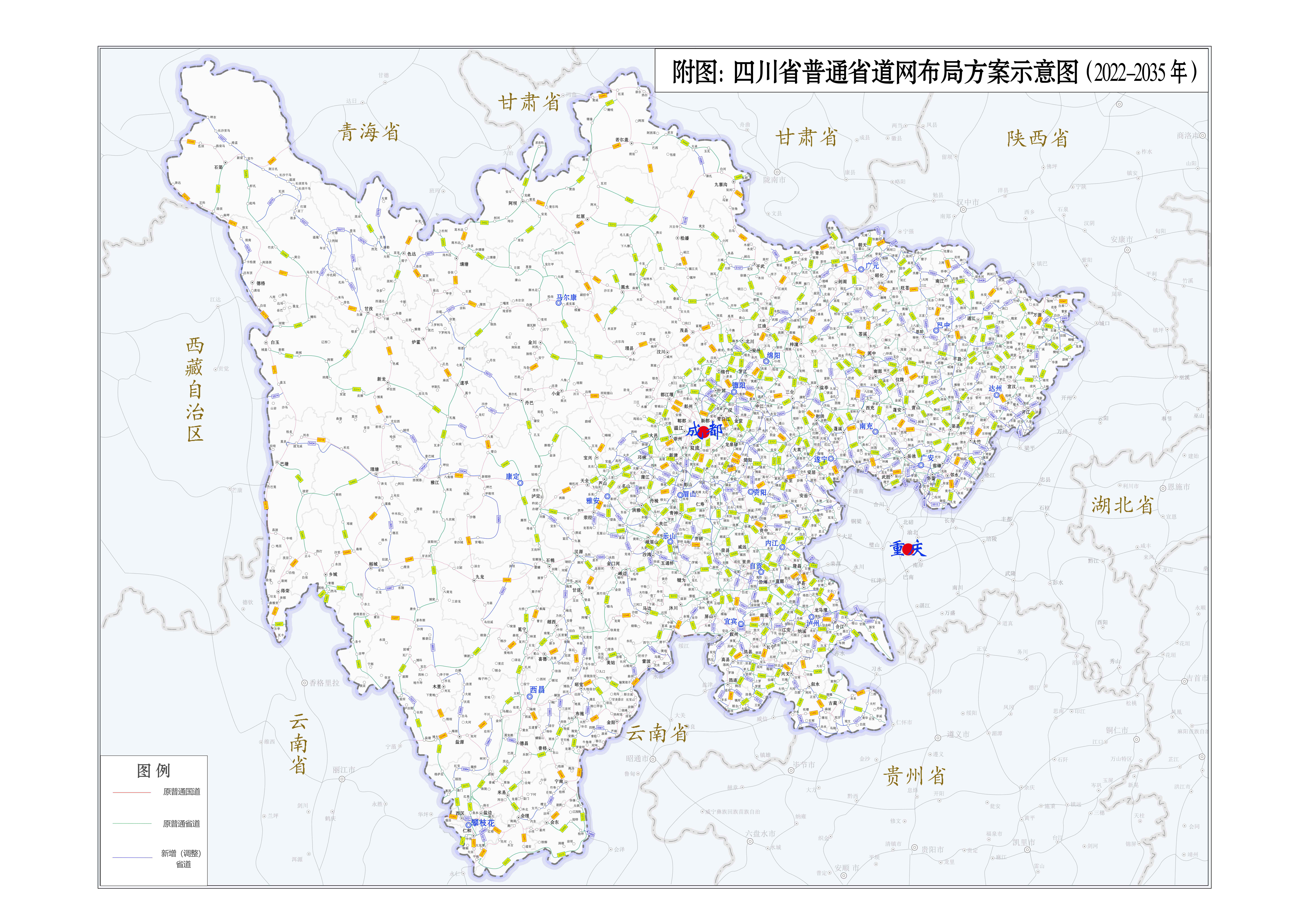
四川省普通省道网布局方案示意图（2022-2035年）

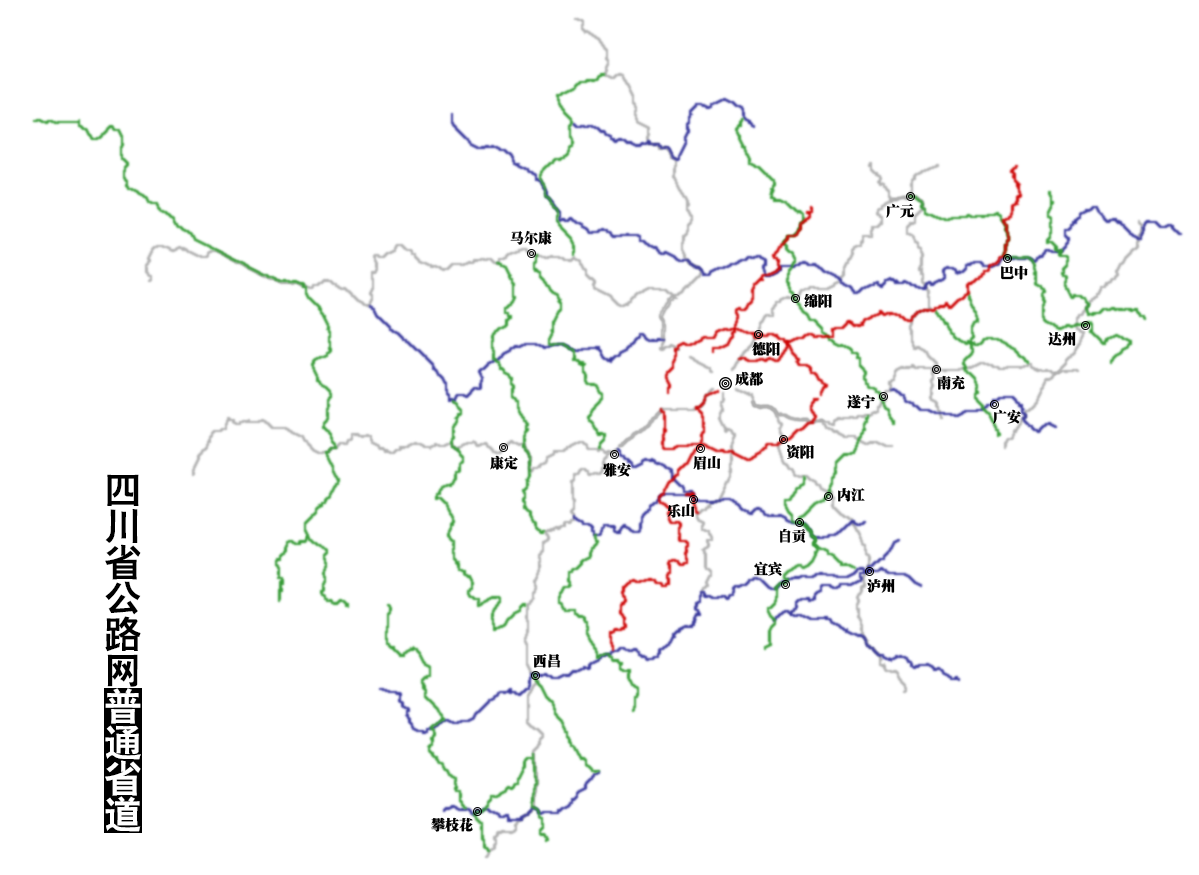
2013年前的四川普通省道网络
省会放射线和环线 纵线 横线 四川省境内的国道

四川省道是由四川省交通运输厅负责修建、养护和管理的省级普通公路干线。四川省2013年以前共有34条普通省道，包括6条省会放射线、1条环线、17条纵线和10条横线。普通省道与同样由省交通运输厅负责修建、养护和管理的省内普通国道共同构成全省普通公路干线网络。
2008年底四川省国省干线公路总里程为18966公里，合占当时全省公路总里程的8.4%，其中省道11609公里。国省干线公路二级及以上公路里程10029公里，占国省干线公路总里程的52.8%。有铺装和简易铺装路面里程18123公里，占国省干线公路总里程的95.6%。2009至2012年间，四川省对8311.5公里国省干线公路进行了改造，2012年底全省国省干线公路中二级及以上公路里程达到1.6万公里，占国省干线公路总里程的80%。随着2013至2030年路网规划的实施，四川省道的数量和里程正在大幅增长中。

## 命名和编号
四川省普通省道的命名与编号规则，与国道规则一致。全称由公路起讫点和连字符组成，简称取起讫点首个汉字，比如“稻城－攀枝花公路”简称“稻攀路”。对于环线的名称则形如“川西环线”。编号以字母S和三位阿拉伯数字组成，例如隆雅路“S305”，S表示省道。
普通省道编号为四位数，由“S”+三位数字构成，表示 为“SXXX”，并维持原普通省道编号系统稳定。
成都放射线。编号区间为S101—S1XX，本轮新增省道自S109按照从正北开始按顺时针方向升序编排。
北南纵线。编号区间为S201—S2XX，本轮新增省道自S222按照从东向西升序编排。
东西横线。编号区间为 S301—S3XX，本轮新增省道自 S316 按照从北向南升序编排。
联络线。鉴于原普通省道联络线编号区间紧张（S401—S471），本轮新增省道编号区间为 S501~S5XX。

## 2013－2035规划
中华人民共和国交通运输部《国家公路网规划（2013年－2030年）》将普通国道扩展至119条，全国规划普通国道总里程由1981年规划的10.6万公里增长到26.5万公里，其中四川省境内普通国道总里程将由5500公里增至1.7万余公里，居全国第二。四川省近80%的现有普通国省道进入了新的国道网络规划，拟新增国道里程主要由现有省道和县乡公路升级而成。因此四川省亦着手调整普通省道网规划，拟新增1.76万公里普通省道，使全省普通省道总里程达到约2万公里，新增部分主要由农村公路升级而成。调整后新的国省道网络总体规模将是调整前的2.2倍，连接了所有县城、85%的乡镇和重要旅游景区。路网布局将更加均衡，藏区、彝区、贫困地区、革命老区将得到重点倾斜。
2013年5月国务院批准实施《国家公路网规划（2013－2030年）》之后，四川省境内约80%的普通省道被升格为国道，现有省道功能和形态发生了重大变化。四川省遂对省道的功能定位、规模结构、路网形态进行了重新审视，对其空间布局进行了调整和完善，编制了《四川省普通省道网布局规划（2013－2030年）》。新规划中的普通省道由8条放射线、21条北南纵线、15东西横线和70条联络线组成，规划里程约2.3万公里。其中，国道降级路线45公里，保留现有省道2617公里、新增省道约2.1万公里；新增省道中，新建公路约2020公里。普通省道建设以改造提升技术等级、改善道路状况为主。
《四川省普通省道网布局规划（2022-2035年）》在现行基础上对《四川省普通省道网布局规划（2014—2030年）》进行规划调整。规划调整原普通省道19段、延伸原普通省道39段、新增普通省道90条。经调整，四川省普通省道共布局9条成都放射线（新增1条）、27 条北南纵线（新增6条）、17条东西横线（新增2条）、152条联络线（新增81条），规划里程3.3万公里，较原规划新增路线10000公里。

## 省道及过境国道列表（2013年前）

### 省道
| 编号             | 全称               | 简称             | 长度             | 路径 |
| 省会放射线与环线 | 省会放射线与环线   | 省会放射线与环线 | 省会放射线与环线 | 省会放射线与环线 |
| ---------------- | ------------------ | ---------------- | ---------------- | --- |
| S101             | 成都－南江公路     | 成南路           |                  | 成都市青白江区、金堂县、中江县、三台县、盐亭县、南部县、仪陇县金城镇、巴中市恩阳区、巴州区、南江县→陕                                                          |
| S102             |                    | 机场路           |                  | 成都市武侯区成都南站、双流县成都双流国际机场 |
| S103             | 成都－美姑公路     | 成美路           |                  | 双流县、新津县、彭山县、眉山市东坡区、夹江县、峨眉山市、乐山市沙湾区、沐川县利店镇、马边彝族自治县、美姑县                                                     |
| S104             | 成都－五通桥公路   |                  |                  | （与其它道路共线）、乐山市市中区、五通桥区 |
| S105             | 成都－青川公路     | 成青路           |                  | 成都市金牛区、新都区新繁镇、彭州市、什邡市、绵竹市、安县秀水镇、北川羌族自治县、平武县南坝镇、青川县→陕                                                        |
| S106             |                    | 川西环线         |                  | 中江县、乐至县童家镇、资阳市雁江区、仁寿县、眉山市东坡区、丹棱县、蒲江县、邛崃市、大邑县、崇州市怀远镇、都江堰市、彭州市丹景山镇、什邡市、德阳市旌阳区、中江县 |
| S107             | 成都－攀枝花公路   | 成攀路           |                  | （与G108共线） |
| 纵线             |                    |                  |                  | |
| S201             | 通江－宣汉公路     | 通宣路           |                  | 陕←通江县、平昌县邱家镇、宣汉县→渝 |
| S202             | 广元－开江公路     | 广开路           |                  | 广元市利州区、昭化区、旺苍县、南江县沙河镇、巴中市巴州区、平昌县、达州市达川区石桥镇、通川区、达川区、通川区盘石乡渡口村、开江县任市镇→渝                      |
| S203             | 仪陇－华蓥公路     | 仪华路           |                  | 仪陇县、蓬安县、南充市高坪区长乐镇、岳池县、华蓥市溪口镇→渝 |
| S204             | 南部－渠县公路     | 南渠路           |                  | 南部县、蓬安县、营山县、渠县 |
| S205             | 九寨沟－遂宁公路   | 九遂路           |                  | 九寨沟县、平武县、北川羌族自治县桂溪乡、江油市、绵阳市涪城区、三台县、大英县回马镇、遂宁市船山区                                                               |
| S206             | 遂宁－筠连公路     | 遂筠路           |                  | 遂宁市船山区、安居区、安岳县、内江市东兴区、市中区、自贡市大安区、自流井区、沿滩区、富顺县兜山镇、宜宾市南溪区大观镇、翠屏区、高县、筠连县→滇                  |
| S207             | 资中－泸州公路     | 资泸路           |                  | 资中市、威远县、自贡市贡井区、自流井区、沿滩区、富顺县赵化镇、泸州市江阳区                                                                                     |
| S208             | 乌斯河－金阳公路   | 乌金路           |                  | 汉源县乌斯河镇、甘洛县、越西县、昭觉县、金阳县、通阳大桥→滇 |
| S209             | 若尔盖－刷经寺公路 | 若刷路           |                  | 若尔盖县、红原县、红原县刷经寺镇、马尔康县三家寨 |
| S210             | 马尔康－飞仙关公路 | 马飞路           |                  | 马尔康县、小金县、宝兴县、芦山县、飞仙桥 |
| S211             | 红旗桥－石棉公路   | 红石路           |                  | 马尔康县白湾乡红旗桥、金川县、丹巴县、泸定县、石棉县 |
| S212             | 西昌－巧家公路     | 西巧路           |                  | 西昌市、普格县、宁南县、葫芦口大桥→滇 |
| S213             | 甸沙关－皎平渡公路 | 甸皎路           |                  | 会理县云甸乡甸沙关村、会理县、皎平渡大桥→滇 |
| S214             | 甸沙关－挖断路公路 | 甸挖路           |                  | 会理县云甸乡甸沙关村、米易县、盐边县桐子林镇、攀枝花市东区、仁和区、方山挖断路→滇                                                                              |
| S215             | 乾宁－冕宁公路     | 乾冕路           |                  | 道孚县八美镇、康定县新都桥镇、九龙县、冕宁县 |
| S216             | 稻城－攀枝花公路   | 稻攀路           |                  | 稻城县、木里藏族自治县、盐源县梅雨镇、盐边县渔门镇、攀枝花市西区                                                                                               |
| S217             |                    | 安乡线           |                  | 青←石渠县、德格县马尼干戈乡、甘孜县、新龙县、理塘县、稻城县桑堆乡、乡城县→滇                                                                                   |
| 横线             |                    |                  |                  | |
| S301             | 九寨沟－红原公路   | 九红路           |                  | 甘←九寨沟县、松潘县川主寺镇、红原县瓦切乡 |
| S302             | 万源－阿坝公路     | 万阿路           |                  | 渝←万源市、通江县、巴中市巴州区、恩阳区、阆中市、剑阁县元山镇、梓潼县、江油市、北川羌族自治县曲山镇、茂县、黑水县、红原县壤口乡、阿坝县→青                     |
| S303             | 映秀－炉霍公路     | 映炉路           |                  | 汶川县映秀镇、小金县、丹巴县、道孚县、炉霍县 |
| S304             | 邻水－遂宁公路     | 邻遂路           |                  | 渝←邻水县、广安市前锋区代市镇、广安区、岳池县普安镇、武胜县、蓬溪县蓬南镇、遂宁市船山区                                                                        |
| S305             | 隆昌－雅安公路     | 隆雅路           |                  | 渝←隆昌县、富顺县、自贡市沿滩区、自流井区、贡井区、荣县、井研县三江镇、乐山市市中区、夹江县、洪雅县、雅安市雨城区                                              |
| S306             | 乐山－汉源公路     | 乐汉线           |                  | 乐山市市中区、峨眉山市、峨边彝族自治县、乐山市金口河区、汉源县                                                                                                 |
| S307             | 泸州－泸沽湖公路   | 泸泸路           |                  | 泸县立石镇、泸州市龙马潭区、江阳区、江安县水清镇、宜宾市南溪区、翠屏区、宜宾县、屏山县新市镇、雷波县、美姑县洛依甘乡、昭觉县、西昌市、盐源县、泸沽湖→滇        |
| S308             | 合江－珙县公路     | 合珙路           |                  | 黔←合江县、泸州市江阳区、纳溪区、江安县、长宁县、珙县 |
| S309             | 古蔺－高县公路     | 古高路           |                  | 黔←古蔺县、叙永县、兴文县、长宁县龙头镇、珙县、高县文江镇 |
| S310             | 宁南－华坪公路     | 宁华路           |                  | 滇←宁南县葫芦口镇、会东县、会理县南阁乡、盐边县红格镇、攀枝花市东区、西区、仁和区福田镇→滇                                                                     |

### 国道
| 编号       | 全称             | 简称       | 长度       | 四川省内路径 |
| 首都放射线 | 首都放射线       | 首都放射线 | 首都放射线 | 首都放射线 |
| ---------- | ---------------- | ---------- | ---------- | --- |
| G108       | 北京－昆明公路   | 京昆线     |            | 陕←广元市朝天区、利州区、剑阁县、梓潼县、绵阳市游仙区、涪城区、罗江县、德阳市旌阳区、广汉市、成都市青白江区、新都区、成华区、武侯区、双流县、新津县、邛崃市、雅安市名山区、雨城区、荥经县、汉源县、石棉县、冕宁县、西昌市、德昌县、会理县、攀枝花市平地镇→滇 |
| 纵线       |                  |            |            | |
| G210       | 包头－南宁公路   | 包南路     |            | 陕←万源市、宣汉县双河镇、达州市通川区、达川区、大竹县、邻水县→渝 |
| G212       | 兰州－重庆公路   | 兰渝路     |            | 甘←青川县沙州镇、广元市利州区、昭化区、苍溪县、阆中市、南部县、西充县、南充市顺庆区、嘉陵区、武胜县万隆镇→渝 |
| G213       | 兰州－磨憨公路   | 兰磨路     |            | 甘←若尔盖县、松潘县、茂县、汶川县、都江堰市、郫县、成都市金牛区、武侯区、双流县华阳街道、仁寿县、井研县、乐山市五通桥区、犍为县、屏山县大桥乡→滇 |
| 横线       |                  |            |            | |
| G317       | 成都－那曲公路   | 成那路     |            | 成都市金牛区、郫县、都江堰市、汶川县、理县、马尔康县、金川县观音桥镇、壤塘县蒲西乡、色达县翁达镇、炉霍县、甘孜县、德格县→藏 |
| G318       | 上海－聂拉木公路 | 沪聂线     |            | 渝←大竹县、渠县、广安市花桥镇、蓬安县兴旺镇、南充市高坪区、顺庆区、嘉陵区里坝镇、蓬溪县、遂宁市船山区、安居区、乐至县、简阳市、成都市龙泉驿区、邛崃市、蒲江县大塘镇、雅安市名山区、雨城区、天全县、泸定县、康定县、雅江县、理塘县、巴塘县→藏                 |
| G319       | 厦门－成都公路   | 厦成线     |            | 渝←安岳县、乐至县、简阳市、成都市龙泉驿区 |
| G321       | 广州－成都公路   | 广成线     |            | 贵←古蔺县双沙镇、叙永县、泸州市纳溪区、江阳区、龙马潭区、泸县、隆昌县、内江市椑木镇、内江市市中区、资中县、资阳市雁江区、简阳市、成都市龙泉驿区 |

## 省道及过境国道列表（2022－2035年）
从2013年起，随着新规划的逐步实施，大量新的国道和省道出现，其中省道编号完全重新编排，这个变化过程将可能持续至2030年。下表中的道路可能并未建成，或虽已存在但尚未换用与新规划相应的编号、名称和标志标牌。

### 省道
| 编号              | 路线名称                             | 简称              | 长度              | 路径（主要控制点） |
| 省会放射线（9条） | 省会放射线（9条）                    | 省会放射线（9条） | 省会放射线（9条） | 省会放射线（9条） |
| ----------------- | ------------------------------------ | ----------------- | ----------------- | --- |
| S101              | 成都－镇巴公路                       | 成镇路            |                   | 成都、西河（龙泉驿）、洛带、仓山、射洪、西充、蓬安、营山、平昌、望京、黄钟、康乐→陕                                              |
| S102              | 成都－大足公路                       | 成大路            |                   | 成都、柳江（锦江）、三岔、董家埂、雁江、华严、文化、忠义→渝                                                                      |
| S103              | 成都－五通桥公路                     | 成五路            |                   | 成都、石羊（武侯）、黄龙溪、东坡、永寿、青神、乐山市中区、五通桥                                                                 |
| S104              | 成都－柳江（洪雅）公路               |                   |                   | 成都、西航港（双流）、青龙、丹棱、顺龙、草坝、雨城、瓦屋山、柳江（洪雅）                                                         |
| S105              | 成都－雅安公路                       | 成雅路            |                   | 成都、九江（双流）、彭镇、新津、邛崃、上里、雨城                                                                                 |
| S106              | 成都－天全公路                       | 成天路            |                   | 成都、苏坡（青羊）、温江、崇州、大邑、邛崃、龙门、芦山、天全                                                                     |
| S107              | 成都－平武公路                       | 成平路            |                   | 成都、龙桥（新都）、彭州、什邡、绵竹、秀水、北川、平通、豆叩、平武、土城（平武）                                                 |
| S108              | 成都－安州公路                       | 成安路            |                   | 成都、斑竹园（新都）、高坪、旌阳、安州                                                                                           |
| S109              | 五凤（金堂）－毛家（安岳）公路       |                   |                   | 成都、五凤（金堂）、云龙、中和、大平、毛家（安岳）→渝                                                                            |
| 纵线（27条）      |                                      |                   |                   | |
| S201              | 龙泉（宣汉）－新街（开江）公路       | 龙新路            |                   | 渝←龙泉（宣汉）、樊哙、南坝、开江、讲治、任市、新街（开江）→渝                                                                   |
| S202              | 万源－御临（邻水）公路               | 万御路            |                   | 万源、白沙、普光、宣汉、亭子、石桥铺、丰禾、袁市、御临（邻水）→渝                                                                |
| S203              | 永安（平昌）－万善（武胜）公路       |                   |                   | 永安（平昌）、沙溪、望京、笔山、双河、罗江、通川、三汇、合力、石笋、岳池、万善 （武胜）                                          |
| S204              | 诺水河（平昌）－华蓥公路             | 诺华路            |                   | 陕←诺水河（平昌）、通江、邱家、碑庙、石梯、三板、渠县、前锋、华蓥                                                                |
| S205              | 云雾山（朝天）－裕民（岳池）公路     |                   |                   | 陕←云雾山（朝天）、利州、柏垭、鹤龄、苍溪、千佛、观紫、金城、马鞍、大寅、营山、花桥、广安、裕民（岳池）→渝                       |
| S206              | 升水（南部）－清平（武胜）公路       |                   |                   | 升水（南部）、阆中、土门、长坪、楠木、仪陇、徐家、蓬安、高坪、岳池、猛山、清平（武胜）→渝                                        |
| S207              | 仪陇－双龙街（安岳）公路             | 仪双路            |                   | 仪陇、潆溪、南充、安平、任隆、三凤、遂宁、石洞、八庙、安岳、永清、双龙街（安岳）→渝                                              |
| S208              | 乔庄（青川）－溪口（川渝界）公路     |                   |                   | 甘←乔庄、青川、凉水、城北、柏垭、白龙、长岭、大坪、金宝、安平、 李渡、岳池、罗渡、溪口→渝                                        |
| S209              | 乐安（青川）－三家（安居）公路       | 前大路            |                   | 乐安（青川）、雁门、厚坝、许州、梓潼、塔山、三台、大英、安居、三家（安居）→渝                                                    |
| S210              | 厚坝（江油）－屏山公路               | 厚屏路            |                   | 厚坝（江油）、黎雅、魏城、芦溪、中江、兴隆、淮口、贾家、玉成、高家、富加、汪洋、新桥、观音、屏山                                 |
| S211              | 方水（江油）－大川（芦山）公路       |                   |                   | 方水（江油）、涪城、罗江、青白江、洛带、龙泉驿、太平、大林、视高、太和、 蒲江、大川（芦山）                                      |
| S212              | 楠木（南部）－王家（珙县）公路       |                   |                   | 楠木（南部）、八尔湖、西充、蓬溪、白马、乐至、球溪、连界、荣县、五宝、 双谊、翠屏、月江、庆岭、高县、上罗、王家（珙县）→滇       |
| S213              | 井研－赤水（叙永）公路               | 井泸路            |                   | 井研、四公、富加、龙结、铁佛、观英滩、威远、龙会、瓦市、富顺、怀德、泸州、赤水（叙永）→黔                                        |
| S214              | 石桥（泸县）－大坝（兴文）公路       | 石大路            |                   | 渝←石桥（泸县）、玄滩、云龙、石洞、胡市、怀德、江安、怡乐、留耕、红桥、石海、大坝（兴文）→滇                                     |
| S215              | 洪雅－凤仪（叙州）公路               |                   |                   | 洪雅、马村、夹江、乐山市中区、石溪、犍为、泥溪、箭板、屏山、安边、（叙州）→滇                                                    |
| S216              | 水晶（平武）－水磨（汶川）公路       |                   |                   | 水晶（平武）、白什、雎水、通济、都江堰、漩口、（汶川）                                                                           |
| S217              | 红星（若尔盖）－金阳公路             | 红金路            |                   | 红星（若尔盖）、唐克、麦尔玛、查尔玛、马尔康、小金、丹巴、孔玉、姑咱、泸定、得妥、石棉、甘洛、阿嘎、牛牛坝、洛俄依甘、依达、金阳 |
| S218              | 越西－大龙潭（仁和）公路             |                   |                   | 越西、冕山、喜德、西昌、太和、金河、甘塘、白坡、 得石、盐边、新九、大龙潭（仁和）                                                |
| S219              | 彝海（冕宁）－普威（米易）公路       |                   |                   | 彝海（冕宁）、大桥、冕宁、泸沽、太和、佑君、德昌、普威（米易）                                                                   |
| S220              | 阿坝－前所（盐源）公路               |                   |                   | 阿坝、安羌、日部、脚木足、观音桥、银恩、道孚、雅江、牙衣河、瓦厂、前所（盐源）→滇                                                |
| S221              | 前所（盐源）－东区公路               |                   |                   | 前所（盐源）、长柏、博大、格萨拉、渔门、东区                                                                                     |
| S222              | 神门（南江）－老林（营山）公路       |                   |                   | 陕←神门（南江）、大河、曾口、思德、老林（营山）                                                                                  |
| S223              | 大坪（南部）－老池（安居）公路       |                   |                   | 大坪（南部）、金孔、射洪、船山、老池（安居）→渝                                                                                  |
| S224              | 两河口（朝天）－开封（剑阁）公路     |                   |                   | 陕←两河口（朝天）、麻英、红岩、开封（剑阁）                                                                                      |
| S225              | 旌阳－分水（安居）公路               |                   |                   | 旌阳、通济、通山、普兴、永丰、分水（安居）                                                                                       |
| S226              | 视高（仁寿）－百和（泸县）公路       |                   |                   | 视高（仁寿）、仁寿、乐德、富顺、百和（泸县）→渝                                                                                  |
| S227              | 呷衣（石渠）－生康（甘孜）公路       |                   |                   | 青←呷衣（石渠）、生康（甘孜） |
| 横线（17条）      |                                      |                   |                   | |
| S301              | 诺水河（平昌）－瓦切（红原）公路     | 诺瓦路            |                   | 诺水河（平昌）、汇滩、桃园、双汇、国华、曾家、三堆、前进、青溪、平武、水晶、川主寺、瓦切（红原）                                 |
| S302              | 漆树（万源）－梓潼公路               | 漆梓路            |                   | 渝←漆树（万源）、铁矿、黄钟、大沙、通江、涪阳、八庙、黄猫、东溪、五龙、白龙、梓潼                                                |
| S303              | 上峡（万源）－万家（旺苍）公路       | 上万路            |                   | 渝←上峡（万源）、宣汉、碑庙、邱家、平昌、玉山、恩阳、黄猫、旺苍、国华、万家（旺苍）→陕                                           |
| S304              | 通江－大坪（南部）公路               | 通大路            |                   | 通江、元山、平昌、响滩、马鞍、金城、长坪、阆中、天宫、大坪（南部）                                                               |
| S305              | 长岭（开江）－思依（阆中）公路       |                   |                   | 渝←长岭（开江）、斌郎、三板、鹤林、营山、蓬安、南部、定水、思依（阆中）                                                          |
| S306              | 永兴（遂宁）－北川公路               | 遂北路            |                   | 永兴（遂宁）、桂花、明星、金华、塔山、绵阳、安县、北川                                                                           |
| S307              | 隆盛（大英）－草坝（雅安）公路       |                   |                   | 隆盛（大英）、劳动、简阳、芦葭、青神、夹江、东岳、草坝（雅安）                                                                   |
| S308              | 石子（内江）－宝兴公路               | 石宝路            |                   | 渝←石子（内江）、内江、永安、龙会、威远、荣县、双古、井研、乐山、苏稽、峨眉山、高庙、瓦屋山、荥经、乐英、飞仙关、芦山、宝兴      |
| S309              | 石碾（隆昌）－普雄（越西）公路       |                   |                   | 渝←石碾（隆昌）、隆昌、黄家、大安、乐德、新桥、犍为、石溪、 轸溪、峨边、黑竹沟、依果觉、普雄（越西）                             |
| S310              | 胡市（龙马潭）－舟坝（沐川）公路     |                   |                   | 胡市（龙马潭）、长滩、板桥、白花、观音、泥溪、沐川、舟坝（沐川）                                                                 |
| S311              | 九支（合边）－峨边公路               |                   |                   | 黔←九支（合边）、打古、合面、长宁、胜天、月江、叙州、龙华、马边、峨边                                                            |
| S312              | 茅溪（古蔺）－筠连公路               |                   |                   | 黔←茅溪（古蔺）、古蔺、正东、叙永、兴文、石海、洛表、联合、蒿坝、筠连→滇                                                         |
| S313              | 桂溪（北川）－红原公路               | 桂红路            |                   | 桂溪（北川）、开坪、太平、镇江关、燕云、红原                                                                                     |
| S314              | 八美（道孚）－白玉公路               |                   |                   | 八美（道孚）、扎拖、新龙、阿察、白玉                                                                                             |
| S315              | 华弹（宁南）－平地（仁和）公路       |                   |                   | 华弹（宁南）、松坪、平地（仁和）                                                                                                 |
| S316              | 兴仁（邻水）－蓬南（蓬溪）公路       |                   |                   | 渝←兴仁（邻水）、前锋、顾县、蓬南（蓬溪）→渝                                                                                     |
| S317              | 二郎（古蔺）－水潦（古蔺）公路       |                   |                   | 二郎（古蔺）、黄华、双沙、赤水、水潦（古蔺）→滇                                                                                  |
| 联络线（152条）   |                                      |                   |                   | |
| S401              | 成都平原城市群联络线                 |                   |                   | 都江堰、丹景山、什邡、广汉、中江、三台、建中、大英、卓筒井、乐至、回龙、资中、连界、青神、丹棱、蒲江、邛崃、大邑、都江堰         |
| S402              | 堰塘（万源）－沙滩（万源）公路       |                   |                   | 渝←堰塘、沙滩（万源） |
| S403              | 厂溪（万源）－庙垭（万源）公路       |                   |                   | 厂溪（万源）、毛坝、庙垭（万源）                                                                                                 |
| S404              | 望京（平昌）－石子（大竹）公路       |                   |                   | 望京（平昌）、驷马、佛楼、三汇、大竹、妈妈、石子（大竹）→渝                                                                      |
| S405              | 渠县－静边（渠县）公路               |                   |                   | 渠县、望江、静边（渠县） |
| S406              | 牟家（邻水）－罗渡（岳池）公路       |                   |                   | 牟家（邻水）、华蓥、罗渡（岳池）                                                                                                 |
| S407              | 牟家（邻水）－伏龙（岳池）公路       |                   |                   | 牟家（邻水）、高兴、伏龙（岳池）→渝                                                                                              |
| S408              | 两河口（平昌）－南江公路             |                   |                   | 两河口（平昌）、铁厂、南江 |
| S409              | 万家（旺苍）－坦溪（平昌）公路       |                   |                   | 万家（旺苍）、红光、巴州、曾口、坦溪（平昌）                                                                                     |
| S410              | 大滩（朝天）－姚渡（青川）公路       |                   |                   | 陕←大滩（朝天）、朝天、云雾山、沙洲、姚渡（青川）→陕                                                                             |
| S411              | 嘉川（旺苍）－苍溪公路               |                   |                   | 嘉川（旺苍）、东溪、苍溪 |
| S412              | 土溪（渠县）－骆市（营山）公路       |                   |                   | 土溪（渠县）、贵福、老林、骆市（营山）                                                                                           |
| S413              | 宝石（梓潼）－蓬溪公路               |                   |                   | 宝石（梓潼）、柏梓、盐亭、仁和、蓬溪                                                                                             |
| S414              | 蓬溪－射洪公路                       |                   |                   | 蓬溪、明月、射洪 |
| S415              | 响岩（平武）－江油公路               |                   |                   | 响岩（平武）、武都、江油 |
| S416              | 万家（旺苍）－雁江公路               |                   |                   | 万家（旺苍）、麻柳、白朝、秀钟、江油、新桥、小枧、吴家、黄鹿、 中江、淮口、镇金、雁江                                            |
| S417              | 千佛（安州）－塔水（安州）           |                   |                   | 千佛山（安州）、桑枣、塔水 |
| S418              | 安县－雎水（安县）公路               |                   |                   | 安县、秀水、雎水（安县） |
| S419              | 芦溪（三台）－蓥华（什邡）公路       |                   |                   | 芦溪（三台）、罗江、绵竹、蓥华（什邡）                                                                                           |
| S420              | 什邡－蓥华（什邡）公路               |                   |                   | 什邡、蓥华（什邡） |
| S421              | 丹景山（彭州）－龙门山（彭州）公路   |                   |                   | 丹景山（彭州）、通济、龙门山（彭州）                                                                                             |
| S422              | 九尺（彭州）－乐至公路               |                   |                   | 九尺（彭州）、广汉、金堂、淮口、良安、劳动、乐至                                                                                 |
| S423              | 仓山（大英）－童家（乐至）公路       |                   |                   | 仓山（大英）、良安、放生、童家（乐至）                                                                                           |
| S424              | 鸡冠山（崇州）－钟祥（仁寿）公路     |                   |                   | 鸡冠山（崇州）、怀远、崇州、新津、黄龙溪、高家、禾加、钟祥（仁寿）                                                               |
| S425              | 大邑－䢺江（大邑）公路               |                   |                   | 大邑、䢺江（大邑） |
| S426              | 卧佛（安岳）－石碾（隆昌）公路       |                   |                   | 卧佛（安岳）、龙台、兴隆、东兴、界市、隆昌、石碾（隆昌）→渝                                                                      |
| S427              | 周礼（安岳）－板桥（富顺）公路       |                   |                   | 周礼（安岳）、东兴、永安、大安、板桥（富顺）                                                                                     |
| S428              | 青龙（彭山）－周公山（雨城）公路     |                   |                   | 青龙（彭山）、思蒙、夹江、木城、柳江、周公山（雨城）                                                                             |
| S429              | 马岭（名山）－五通桥公路             |                   |                   | 马岭（名山）、洪雅、东岳、柳江、峨眉山、沙湾、五通桥                                                                             |
| S430              | 苏稽（乐山）－轸溪（沙湾）公路       |                   |                   | 苏稽（乐山市中区）、嘉农、沙湾、轸溪（沙湾）                                                                                     |
| S431              | 红星（名山）－灵关（宝兴）公路       |                   |                   | 红星（名山）、百丈、龙门、灵关（宝兴）                                                                                           |
| S432              | 宝兴－河口大桥（康定）公路           |                   |                   | 宝兴、永富、三合、河口大桥（康定）                                                                                               |
| S433              | 泗坪（荥经）－冷碛（泸定）公路       |                   |                   | 泗坪（荥经）、三合、冷碛（泸定）                                                                                                 |
| S434              | 莫多（巴塘）－磨西（泸定）公路       |                   |                   | 莫多（巴塘）、理塘、雅江、塔公、康定、磨西（泸定）                                                                               |
| S435              | 兴隆（泸定）－乌斯河（汉源）公路     |                   |                   | 兴隆（泸定）、宜东、汉源、顺河、乌斯河（汉源）                                                                                   |
| S436              | 平坦（东兴）－观斗（珙县）公路       |                   |                   | 渝←平坦（东兴）、椑木、富顺、翠屏、月江、珙县、底洞、洛表、观斗（珙县）→滇                                                       |
| S437              | 毗卢（泸县）－长宁公路               |                   |                   | 渝←毗卢（泸县）、泸县、童寺、南溪、牟坪（翠屏区）、长宁                                                                          |
| S438              | 得胜（泸县）－水潦（叙永）公路       |                   |                   | 得胜（泸县）、神臂城、合江、先市、大石、兴隆、叙永、分水、水潦（叙永）→滇                                                        |
| S439              | 荔江（合江）－丹林（泸州）公路       |                   |                   | 黔←荔江（合江）、合江、尧坝、纳溪、丹林（泸州）                                                                                  |
| S440              | 丹林（纳溪）－叙州公路               |                   |                   | 丹林（纳溪）、江安、下长、叙州                                                                                                   |
| S441              | 白鹿（合江）－福宝（合江）公路       |                   |                   | 渝←白鹿（合江）、福宝（合江）→黔                                                                                                 |
| S442              | 古蔺－黄荆（古蔺）公路               |                   |                   | 德耀（古蔺）、黄荆（古蔺）→黔 |
| S443              | 龙头（长宁）－芙蓉山（珙县）公路     |                   |                   | 龙头（长宁）、硐底、芙蓉山（珙县）                                                                                               |
| S444              | 石海（兴文）－筠连公路               |                   |                   | 石海（兴文）、底洞、筠连→滇 |
| S445              | 永和（九寨沟）－若尔盖公路           |                   |                   | 甘←永和（九寨沟）、九寨沟、玉瓦、若尔盖                                                                                          |
| S446              | 尕里台（红原）－米亚罗（理县）公路   |                   |                   | 尕里台（红原）、下八寨、麻窝、黑水、米亚罗（理县）                                                                               |
| S447              | 卡龙沟连接线                         |                   |                   | 麻窝（黑水）、卡龙沟（黑水） |
| S448              | 松坪沟连接线                         |                   |                   | 叠溪（茂县）、松坪沟（茂县） |
| S449              | 达古冰川连接线                       |                   |                   | 黑水、达古冰川（黑水） |
| S450              | 理县－小金公路                       |                   |                   | 朴头（理县）、小金 |
| S451              | 金川－抚边（小金）公路               |                   |                   | 金川、抚边（小金） |
| S452              | 求吉玛（阿坝）－茸木达（壤塘）公路   | 求茸路            |                   | 求吉玛（阿坝）、阿坝、茸木达（壤塘）                                                                                             |
| S453              | 马尔康－上杜柯（壤塘）公路           |                   |                   | 马尔康、大藏、日部、中壤塘、壤塘、上杜柯（壤塘）→青                                                                              |
| S454              | 色达－泥朵（色达）公路               |                   |                   | 色达、克果、泥朵（色达）→青 |
| S455              | 亚龙（色达）－阿察（白玉）公路       |                   |                   | 亚龙（色达）、泥柯、甘孜、银多、阿察（白玉）                                                                                     |
| S456              | 马尼干戈（德格）－石渠公路           |                   |                   | 马尼干戈（德格）、竹庆、起坞、石渠                                                                                               |
| S457              | 石渠－洛须（石渠）公路               |                   |                   | 石渠、洛须（石渠） |
| S458              | 白玉－甘孜机场（甘孜）公路           |                   |                   | 白玉、赠科、甘孜机场（甘孜） |
| S459              | 巴塘－亚丁机场（稻城）公路           |                   |                   | 巴塘、波密、邓波、亚丁机场（稻城）                                                                                               |
| S460              | 理塘－然乌（乡城）公路               |                   |                   | 理塘、章纳、波密、正斗、乡城、然乌（乡城）→滇                                                                                    |
| S461              | 洞松（乡城）－古学（得荣）           |                   |                   | 洞松（乡城）、古学（得荣） |
| S462              | 青德（乡城）－亚丁（稻城）           |                   |                   | 青德（乡城）、木拉、香格里拉、亚丁（稻城）                                                                                       |
| S463              | 香格里拉（稻城）－俄亚（木里）公路   |                   |                   | 香格里拉（稻城）、俄亚（木里）→滇                                                                                                |
| S464              | 乐跃（德昌）－罗家坪（布拖）公路     |                   |                   | 乐跃（德昌）、普格、布拖、罗家坪（布拖）                                                                                         |
| S465              | 云甸（会理）－会理公路               |                   |                   | 云甸（会理）、米易、会理 |
| S466              | 龙池（屏山）－美姑公路               |                   |                   | 龙池（屏山）、龙华、新市、西宁、山棱岗、美姑                                                                                     |
| S467              | 上田坝（雷波）－洛俄依甘（昭觉）公路 |                   |                   | 上田坝（雷波）、哈甘、洛俄依甘（昭觉）                                                                                           |
| S468              | 会东－松坪（会东）公路               |                   |                   | 会东、铅锌、松坪（会东）→滇 |
| S469              | 烟袋（九龙）－木里公路               |                   |                   | 烟袋（九龙）、白碉、木里 |
| S470              | 红果（盐边）－惠民（盐边）公路       |                   |                   | 红果（盐边）、渔门、惠民（盐边）→滇                                                                                              |
| S471              | 红果（盐边）－中坝（仁和）公路       |                   |                   | 红果（盐边）、务本、保安营机场、中坝（仁和）→滇                                                                                  |
| S501              | 沙滩（万源）－蜂桶（万源）公路       |                   |                   | 沙滩（万源）、蜂桶（万源）→渝 |
| S502              | 南坝（万源）－曹家（万源）公路       |                   |                   | 南坝（万源）、曹家（万源）→渝 |
| S503              | 梅家（开江）－大竹公路               |                   |                   | 渝←梅家（开江）、开江、南岳、观音、大竹                                                                                          |
| S504              | 七里（万源）－开江公路               |                   |                   | 七里（万源）、开江 |
| S505              | 八庙（开江）－任市（开江）公路       |                   |                   | 渝←八庙（开江）、任市（开江）→渝                                                                                                 |
| S506              | 金垭（达川）－大树（达川）公路       |                   |                   | 金垭（达川）、大树（达川）→渝 |
| S507              | 观音（大竹）－溪口（华蓥）公路       |                   |                   | 渝←观音（大竹）、天池、溪口（华蓥）→渝                                                                                           |
| S508              | 天城（大竹）－丰禾（邻水）公路       |                   |                   | 渝←天城（大竹）、三古、丰禾（邻水）→渝                                                                                           |
| S509              | 仪陇－有庆（渠县）公路               |                   |                   | 仪陇、蓬安、有庆（渠县） |
| S510              | 代市（前锋）－庆华（华蓥）公路       |                   |                   | 代市（前锋）、庆华（华蓥）→渝 |
| S511              | 岳池－城南（邻水）公路               |                   |                   | 岳池、城南（邻水） |
| S512              | 溪口（华蓥）－九龙（邻水）公路       |                   |                   | 溪口（华蓥）、高滩、九龙（邻水）→渝                                                                                              |
| S513              | 大桥（南部）－裕民（岳池）公路       |                   |                   | 大桥（南部）、东观、岳池、裕民（岳池）                                                                                           |
| S514              | 广安机场－枣山（广安）公路           |                   |                   | 广安机场、枣山（广安） |
| S515              | 蓼叶（营山）－柏林（营山）公路       |                   |                   | 蓼叶（营山）、柏林（营山） |
| S516              | 川主寺（松潘）－九寨黄龙机场公路     |                   |                   | 川主寺（松潘）、九寨黄龙机场 |
| S517              | 竹峪（万源）－枣林（巴州）公路       |                   |                   | 竹峪（万源）、洪口、枣林（巴州）                                                                                                 |
| S518              | 芝苞（平昌）－镇龙（平昌）公路       |                   |                   | 芝苞（平昌）、镇龙（平昌） |
| S519              | 两河口（平昌）－铁溪（平昌）公路     |                   |                   | 陕←两河口（平昌）、铁溪（平昌）→陕                                                                                               |
| S521              | 木马（剑阁）－曾口（巴州）公路       |                   |                   | 木马（剑阁）、漓江、恩阳、曾口（巴州）                                                                                           |
| S522              | 中子（朝天）－水磨沟（朝天）公路     |                   |                   | 中子（朝天）、水磨沟（朝天）→陕                                                                                                  |
| S523              | 武都（江油）－小溪坝（江油）公路     |                   |                   | 武都（江油）、小溪坝（江油） |
| S524              | 天元（旌阳）－高渠（盐亭）公路       |                   |                   | 天元（旌阳）、集凤、永安、三台、高渠（盐亭）                                                                                     |
| S525              | 天仙（射洪）－潼射（射洪）公路       |                   |                   | 天仙（射洪）、潼射（射洪） |
| S526              | 赤城（蓬溪）－赛马（武胜）公路       |                   |                   | 赤城（蓬溪）、蓬南、赛马（武胜）→渝                                                                                              |
| S527              | 禾丰（什邡）－洛水（什邡）公路       |                   |                   | 禾丰（什邡）、洛水（什邡） |
| S528              | 什邡－清流（新都）公路               |                   |                   | 什邡、清流（新都） |
| S529              | 丹景山（彭州）－三星堆（广汉）公路   |                   |                   | 丹景山（彭州）、三星堆（广汉）                                                                                                   |
| S530              | 军屯（新都）－旌阳公路               |                   |                   | 军屯（新都）、旌阳 |
| S531              | 八角井（旌阳）－金堂公路             |                   |                   | 八角井（旌阳）、松林、金堂 |
| S532              | 宝盛（芦山）－公义（彭山）公路       |                   |                   | 宝盛（芦山）、西岭、邛崃、公义（彭山）                                                                                           |
| S533              | 高埂（邛崃）－公义（彭山）公路       |                   |                   | 高埂（邛崃）、公义（彭山） |
| S534              | 连山（广汉）－永商（新津）公路       |                   |                   | 连山（广汉）、龙台、三星、文宫、永商（新津）                                                                                     |
| S535              | 雷家（简阳）－迎接（雁江）公路       |                   |                   | 雷家（简阳）、迎接（雁江） |
| S536              | 普兴（新津）－东坡公路               |                   |                   | 普兴（新津）、东坡 |
| S537              | 周坡（井研）－马踏（井研）公路       |                   |                   | 周坡（井研）、马踏（井研） |
| S538              | 牟子（乐山）－犍为公路               |                   |                   | 牟子（乐山）、金山、罗城、犍为                                                                                                   |
| S539              | 九里（峨眉山）－高庙（洪雅）公路     |                   |                   | 九里（峨眉山）、龙池、高庙（洪雅）                                                                                               |
| S540              | 金河（金口河）－沙马拉达（喜德）公路 |                   |                   | 金河（金口河）、汉源、海棠、普雄、沙马拉达（喜德）                                                                               |
| S541              | 荥经－龙苍沟公路                     |                   |                   | 荥经、龙苍沟 |
| S542              | 蟹螺（石棉）－乌拉溪（九龙）公路     |                   |                   | 蟹螺（石棉）、洪坝、乌拉溪（九龙）                                                                                               |
| S543              | 发轮（资中）－平坦（东兴）公路       |                   |                   | 发轮（资中）、资中、双桥、平坦（东兴）→渝                                                                                        |
| S544              | 隆昌－大渡口（纳溪）公路             |                   |                   | 隆昌、大渡口（纳溪） |
| S545              | 成佳（贡井）－白花（叙州）公路       |                   |                   | 成佳（贡井）、白花（叙州） |
| S546              | 何市（大安）－长宁公路               |                   |                   | 何市（大安）、金秋湖、南溪、下长、长宁                                                                                           |
| S547              | 樟海（叙州）－宋家（翠屏）公路       |                   |                   | 樟海（叙州）、宋家（翠屏） |
| S548              | 珙县－来复（高县）公路               |                   |                   | 珙县、来复（高县） |
| S549              | 高县－僰王山（兴文）公路             |                   |                   | 高县、僰王山（兴文） |
| S550              | 巡司（筠连）－大雪山（筠连）公路     |                   |                   | 巡司（筠连）、大雪山（筠连）→滇                                                                                                  |
| S551              | 黄舣（江阳）－白沙（合江）公路       |                   |                   | 黄舣（江阳）、白沙（合江）→渝 |
| S552              | 大桥（合江）－白沙（合江）公路       |                   |                   | 大桥（合江）、白沙（合江） |
| S553              | 白米（合江）－石龙（合江）公路       |                   |                   | 白米（合江）、石龙（合江）→渝 |
| S554              | 荔江（合江）－车辋（合江）公路       |                   |                   | 荔江（合江）、车辋（合江）→渝 |
| S555              | 古蔺－椒园（古蔺）公路               |                   |                   | 古蔺、椒园（古蔺）→黔 |
| S556              | 瓦里觉（越西）－夹铁（普格）公路     |                   |                   | 瓦里觉（越西）、永乐、夹铁（普格）                                                                                               |
| S557              | 山棱岗（雷波）－簸箕梁子（雷波）公路 |                   |                   | 山棱岗（雷波）、簸箕梁子（雷波）                                                                                                 |
| S558              | 西宁（雷波）－金沙（雷波）公路       |                   |                   | 西宁（雷波）、金沙（雷波）→滇 |
| S559              | 新城（昭觉）－火烈（布拖）公路       |                   |                   | 新城（昭觉）、火烈（布拖） |
| S560              | 碗厂（昭觉）－螺髻山（普格）公路     |                   |                   | 碗厂（昭觉）、螺髻山（普格） |
| S561              | 拖觉（布拖）－芦稿（金阳）公路       |                   |                   | 拖觉（布拖）、四棵、芦稿（金阳）                                                                                                 |
| S562              | 黑龙潭（德昌）－德昌公路             |                   |                   | 黑龙潭（德昌）、德昌 |
| S563              | 内东（会理）－宁南公路               |                   |                   | 内东（会理）、槽元、宁南 |
| S564              | 平川（盐源）－渔门（盐边）公路       |                   |                   | 平川（盐源）、树河、渔门（盐边）                                                                                                 |
| S565              | 乔瓦（木里）－盐源公路               |                   |                   | 乔瓦（木里）、洼里、白乌、盐源                                                                                                   |
| S566              | 克尔（木里）－沙湾（木里）公路       |                   |                   | 克尔（木里）、雅砻江、沙湾（木里）                                                                                               |
| S567              | 濯桑（理塘）－唐央（木里）公路       |                   |                   | 濯桑（理塘）、拉波、唐央（木里）                                                                                                 |
| S568              | 红格（盐边）－仁和公路               |                   |                   | 红格（盐边）、仁和 |
| S569              | 甲根坝（康定）－贡嘎山（康定）公路   |                   |                   | 甲根坝（康定）、贡嘎山（康定）                                                                                                   |
| S570              | 和平（新龙）－普巴绒（雅江）公路     |                   |                   | 和平（新龙）、普巴绒（雅江） |
| S571              | 东谷（丹巴）－龙灯（道孚） 公路      |                   |                   | 东谷（丹巴）、龙灯（道孚） |
| S572              | 宗塔（炉霍）－章谷（丹巴）公路       |                   |                   | 宗塔（炉霍）、章谷（丹巴） |
| S573              | 蒲西（壤塘）－上罗柯马（炉霍）公路   |                   |                   | 蒲西（壤塘）、上罗柯马（炉霍）                                                                                                   |
| S574              | 盖玉（白玉）－山岩（白玉）公路       |                   |                   | 盖玉（白玉）、山岩（白玉）→藏 |
| S575              | 岗木达（壤塘）－洛若（色达）公路     |                   |                   | 岗木达（壤塘）、洛若（色达） |
| S576              | 茶扎（甘孜）－大章（色达）公路       |                   |                   | 茶扎（甘孜）、大章（色达）→青 |
| S577              | 玉隆（德格）－查龙（甘孜）公路       |                   |                   | 玉隆（德格）、查龙（甘孜） |
| S578              | 起坞（石渠）－打滚（德格）公路       |                   |                   | 起坞（石渠）、打滚（德格） |
| S579              | 俄支（德格）－龚垭（德格）公路       |                   |                   | 俄支（德格）、龚垭（德格） |
| S580              | 大录（九寨沟）－漳扎（九寨沟）公路   |                   |                   | 大录（九寨沟）、漳扎（九寨沟）                                                                                                   |
| S581              | 青溪（青川）－唐家河公路             |                   |                   | 青溪（青川）、唐家河 |

### 国道
| 编号              | 全称               | 简称              | 长度              | 四川省内路径 |
| 首都放射线（1条） | 首都放射线（1条）  | 首都放射线（1条） | 首都放射线（1条） | 首都放射线（1条） |
| ----------------- | ------------------ | ----------------- | ----------------- | --- |
| G108              | 北京－昆明公路     | 京昆线            |                   | 陕←中子、朝天、广元、剑阁、剑门关、城北、垂泉、演武、梓潼、魏城、绵阳、罗江、德阳、广汉、成都、新津、寿安、蒲江、红星、名山、雅安、荥经、泗坪、清溪、九襄、大岭、汉源、石棉、擦罗、栗子坪、拖乌、曹古、冕宁、林里、石龙、泸沽、月华、安宁、西昌、海南、中坝、麻栗、德昌、小高、乐跃、永郎、云甸、外北、会理、南阁、鹿厂、关河、鱼鲊、平地→滇                    |
| 纵线（10条）      |                    |                   |                   | |
| G210              | 满都拉－防城港公路 | 满防路            |                   | 陕←万源、长坝、罗文、毛坝、胡家、双河、宣汉、罗江镇、双龙、达州、百节、赵家、石河、大竹、清水、欧家、邻水、牟家、坛同、高滩→渝 |
| G212              | 兰州－龙邦公路     | 兰龙路            |                   | 甘←姚渡、金洞、三堆、广元、大石、昭化区、石井铺、太公、五龙、苍溪、阆中、南部、建兴、凤鸣、西充、潆溪、南充、移山、金牛、万隆→渝 |
| G213              | 策克－磨憨公路     | 策磨路            |                   | 甘←折勿、红星、若尔盖、川主寺、松潘、镇江关、镇平、太平、叠溪、石大关、飞虹、茂县、南新、雁门、汶川、绵虒、银杏、映秀、漩口、都江堰、、成都、华阳、视高、仁寿、钟祥、井研、三江、五通桥、金粟、犍为、新街、沐川、永福、新市→滇 |
| G215              | 马鬃山－宁洱公路   | 马宁路            |                   | 青←真达、奔达、正科、洛须、麻呷、俄支、柯洛洞、德格、龚垭、白垭、白玉、绒盖、盖玉、沙马、松多、莫多、巴塘、竹巴龙、昌波、中咱、茨巫、斯闸、得荣、奔都、子庚→滇 |
| G227              | 张掖－孟连公路     | 张孟路            |                   | 青←茸木达、南木达、尕多、壤塘、吾依、甲学、翁达、泥巴、炉霍、雅德、旦都、朱倭、庭卡、沙堆、大盖、色威、新龙、博美、和平、君坝、理塘、奔戈、甲洼、雄坝、桑堆、稻城、色拉、赤土、日瓦、蒙自乡、东子、固增、博科、克尔、李子坪、木里、列瓦、下麦地、棉桠、梅雨、盐源、双河、树河、甘塘、白坡、普威、草场、米易、丙谷、盐边、攀枝花、仁和、大田、平地→滇            |
| G244              | 乌海－江津公路     | 乌江路            |                   | 陕←桃园、上两、桥亭、南江、下两、巴中、恩阳、柳林、下八庙、金城、徐家、营山、蓬安、河舒、长乐、胜观、顾县、岳池、广安、华蓥、高兴、溪口→渝 |
| G245              | 巴中－金平公路     | 巴金路            |                   | 巴中、梁水、玉山、马鞍、仪陇、楠木、南部、建兴、伏虎、盐亭、三元、三台、中江、兴隆、金堂、成都、双流、新津、青龙、彭山、眉山、青神、夹江、峨眉山、龙池、峨边、金口河、乌史大桥、苏雄、甘洛、玉田、梅花、乃托、越西、五里箐、乐青地、保石、比尔、昭觉、四开、解放、普诗、西昌、海南、中坝、麻栗、德昌、小高、乐跃、永郎、云甸、外北、会理、南阁、通安、皎平渡→滇 |
| G246              | 遂宁－麻栗坡公路   | 遂麻路            |                   | 遂宁、西眉、磨溪→渝←立石、泸州、纳溪、怡乐、江安、长宁、铜鼓、珙县、高县、罗场、筠连、蒿坝→滇 |
| G247              | 景泰－昭通公路     | 景昭路            |                   | 甘←郭元、双河、勿角、白马、木座、木皮、平武、坝子、南坝、响岩、平通、桂溪、江油、安县、绵阳、芦溪、三台、金华、射洪、柳树、桂花、遂宁、安居、天马、安岳、文化、周礼、资中、双河、威远、自贡、仲权、白花、双谊、宜宾市、宜宾县、水富→滇 |
| G248              | 兰州－马关公路     | 兰马路            |                   | 甘←冻列、崇尔、红星、若尔盖、唐克、瓦切、阿木、红原、安曲、壤口、刷经寺、梭磨、卓克基、马尔康、松岗、白湾、党坝、庆宁、金川、河东、独松、安宁、马奈、巴底、丹巴、东谷、八美、塔公、新都桥、瓦泽、朋布西、沙德、汤古、九龙、乃渠、乌拉溪、窝堡、南河、麦地沟、森荣、冕宁、林里、石龙、泸沽、月华、安宁、西昌、海南、五道箐、普格、松新、宁南、巧家→滇            |
| 横线（12条）      |                    |                   |                   | |
| G317              | 成都－噶尔公路     | 成噶路            |                   | 成都、、都江堰、漩口、映秀、银杏、绵虒、汶川、桃坪、木卡、理县、朴头、古尔沟、米亚罗、梭磨、卓克基、马尔康、松岗、白湾、木尔宗、观音桥、二嘎里、蒲西、石里、甲学、翁达、泥巴、炉霍、雅德、旦都、朱倭、庭卡、甘孜县、生康、卡攻、来马、错阿、玉隆、马尼干戈、柯洛洞、德格、龚垭、岗托→藏                                                                         |
| G318              | 上海－聂拉木公路   | 沪聂线            |                   | 渝←石桥铺、大竹、卷硐、渠县、有庆、花桥、南燕、长乐、南充、蓬溪、宝梵、永兴、遂宁、安居、乐至、高寺、简阳、贾家、龙泉驿、成都、崇州、安仁、邛崃、百丈、名山、雅安、乐英、天全、紫石、两路、甘谷地、泸定、烹坝、康定、瓦泽、新都桥、八角楼、雅江、红龙、理塘、禾尼、列衣、波戈溪、莫多、巴塘、竹巴龙→藏                                                          |
| G319              | 厦门－成都公路     | 厦成线            |                   | 渝←龙台、安岳、乐至、高寺、简阳、太平、成都 |
| G321              | 广州－成都公路     | 广成线            |                   | 贵←马蹄、双沙、麻城、震东、叙永、江门、上马、渠坝、纳溪、泸州、石洞、得胜、泸县、隆昌、椑木、内江、银山、资中、高楼、球溪、迎接、资阳、简阳、成都 |
| G345              | 启东－那曲公路     | 启那路            |                   | 甘←冻列、崇尔、红星、折勿→甘←麦溪→甘←→青←阿日扎、新荣、石渠、德荣马、俄多马→青 |
| G347              | 南京－德令哈公路   | 南德路            |                   | 渝←白果、庙坡、皮窝、梨树、万源、长石、永宁、竹峪、朱元、铁溪、长坪、永安、烟溪、通江、水宁寺、兴文镇、巴中、恩阳、渔溪、千佛、老观、解元、东兴、阆中、思依、长岭、元山、宝石、梓潼、黎雅、战旗、江油、北川新城、曲山、禹里、东兴、光明、茂县、飞虹、回龙、洼底、色尔古、木苏、麻窝、黑水、沙石多、壤口、麦尔玛、麦昆、阿坝县、安斗→青                          |
| G348              | 武汉－大理公路     | 武大路            |                   | 渝←李市、隆昌、代寺、富顺、沿滩、自贡、贡井、荣县、度佳、长山、三江、乐山、沙湾、轸溪、舟坝、利店、荣丁、下溪、马边、苏坝、沙腔、龙窝、依果觉、峨曲古、觉洛、美姑、牛牛坝、九口、洛俄依甘、昭觉、四开、解放、普诗、西昌、磨盘、金河、平川、双河、盐源、梅雨、博大、盐塘→滇                                                                                      |
| G350              | 利川－炉霍公路     | 利炉路            |                   | 渝←石滓、丰禾、袁市、邻水、前锋、观塘、广安、武胜、群利、蓬南、任隆、永兴、遂宁、桂花、大英、仓山、广福、继光、双龙、玉兴、中江、德阳、什邡、九尺、彭州、桂花、都江堰、漩口、映秀、耿达、卧龙、日隆、达维、小金、宅垄、半扇门、丹巴、东谷、八美、龙灯、葛卡、道孚、麻孜、孔色、宜木、炉霍                                                                       |
| G351              | 台州－小金公路     | 台小路            |                   | 渝←龙台、安岳、乐至、高寺、资阳、迎接、玉龙、富加、宝马、仁寿、黑龙滩、眉山、丹棱、洪雅、草坝、雅安、芦山、灵关、宝兴、蜂桶寨、硗碛、达维 |
| G352              | 张家界－巧家公路   | 张巧路            |                   | 黔←二郎、永乐、古蔺、麻城、枧槽、分水→滇 |
| G353              | 宁德－福贡公路     | 宁福路            |                   | 渝←石龙、甘雨、榕山、合江、佛荫、泸州、丹林、南溪、宜宾市、宜宾县、屏山、富荣、新市、清平、中田、马湖、汶水、雷波、斯古溪、元宝山、岩脚、洛觉、金阳、芦稿、春江、宁南、会东、姜州、小坝、会理、鹿厂、和爱、攀枝花、西区、福田→滇 |
| G356              | 湄洲－西昌公路     | 湄西路            |                   | 滇←芦稿、金阳、热柯觉、补洛、布拖、地莫、四开、解放、普诗、西昌 |
| 联络线（9条）     |                    |                   |                   | |
| G542              | 广元－万州公路     | 广万路            |                   | 广元、大石、昭化区、白水、嘉川、旺苍、乐坝、下两、巴中、兴文镇、水宁寺、坦溪、平昌、白衣、石桥、石梯、管村、达州、亭子、麻柳、檀木、开江、宝石→渝 |
| G543              | 青川－平武公路     | 青平路            |                   | 沙州、青川、蒿溪、曲河、房石、南坝 |
| G544              | 九寨沟－川主寺公路 | 九川路            |                   | 九寨沟、白河、漳扎、山巴、川主寺 |
| G545              | 德阳－茂县公路     | 德茂路            |                   | 德阳、孝泉、绵竹、汉旺、清平、茂县 |
| G546              | 纳溪－习水公路     | 纳习路            |                   | 纳溪、白节、赤水→黔 |
| G547              | 宜宾－兴文公路     | 宜兴路            |                   | 宜宾、月江、胜天、长宁、龙头、红桥、兴文、茨竹 |
| G548              | 班玛－色达公路     | 班色路            |                   | 青←年龙、色达、洛若、霍西、旭日、翁达 |
| G549              | 石棉－得荣公路     | 石得路            |                   | 石棉、蟹螺、九龙、牙衣河、省母、稻城、桑堆、沙贡、水洼、乡城、热打、正斗、白松、斯闸、得荣 |
| G550              | 越西－冕宁公路     | 越冕路            |                   | 斯基、喜德、冕山、泸沽 |